# Poiretia punctata
Poiretia punctata là một loài thực vật có hoa trong họ Đậu. Loài này được (Willd.) Desv. miêu tả khoa học đầu tiên.

## Hình ảnh

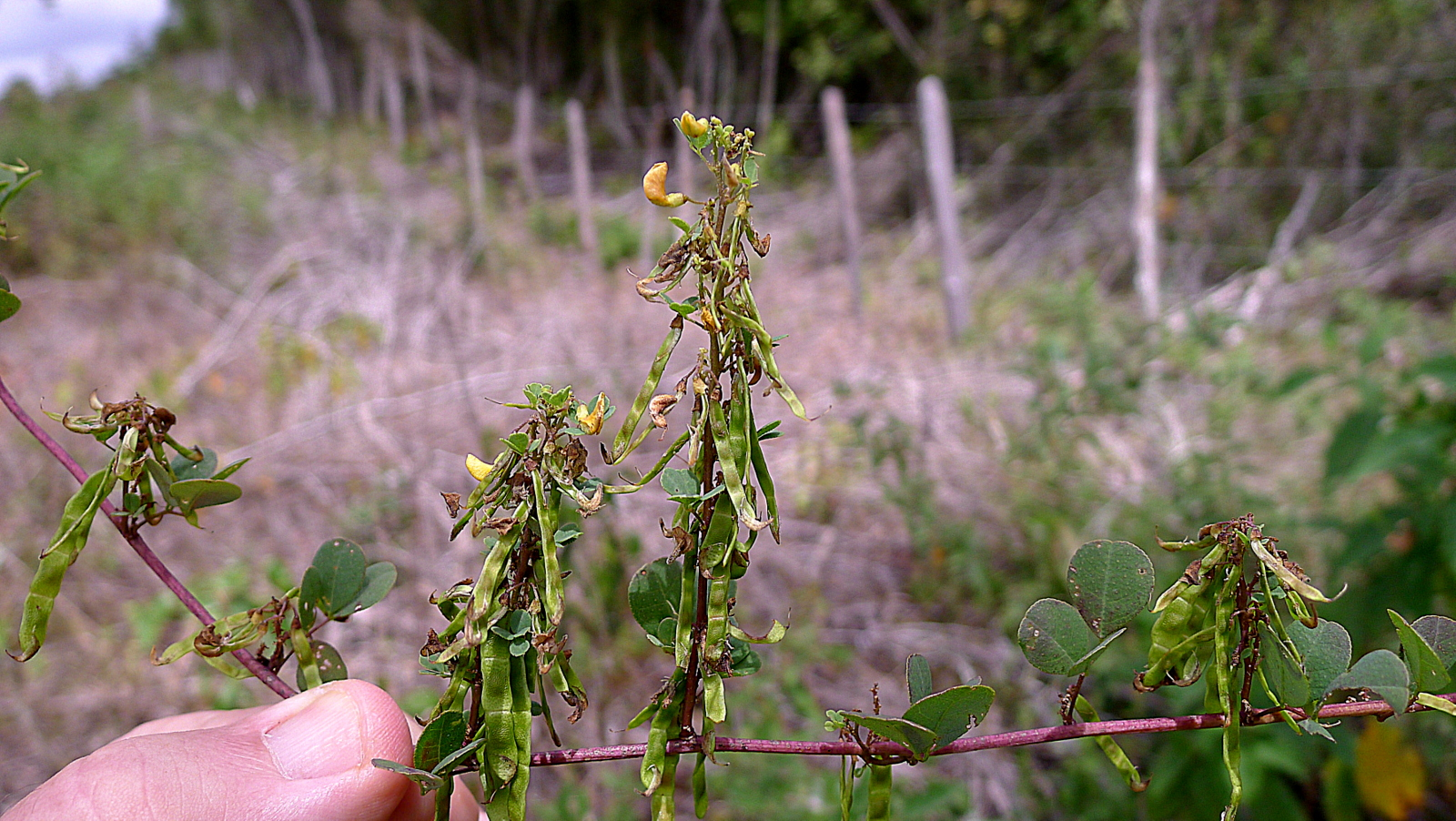
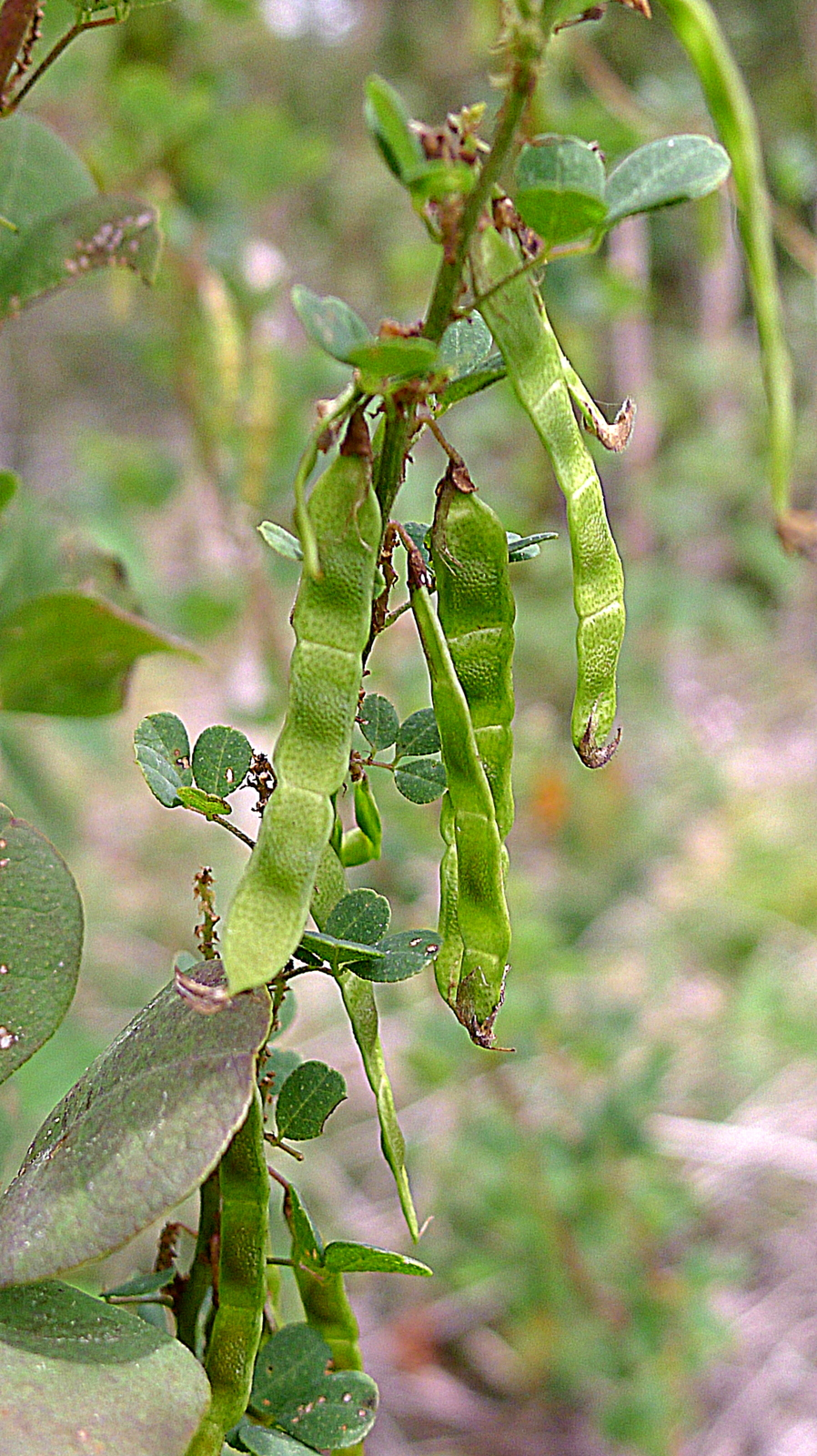
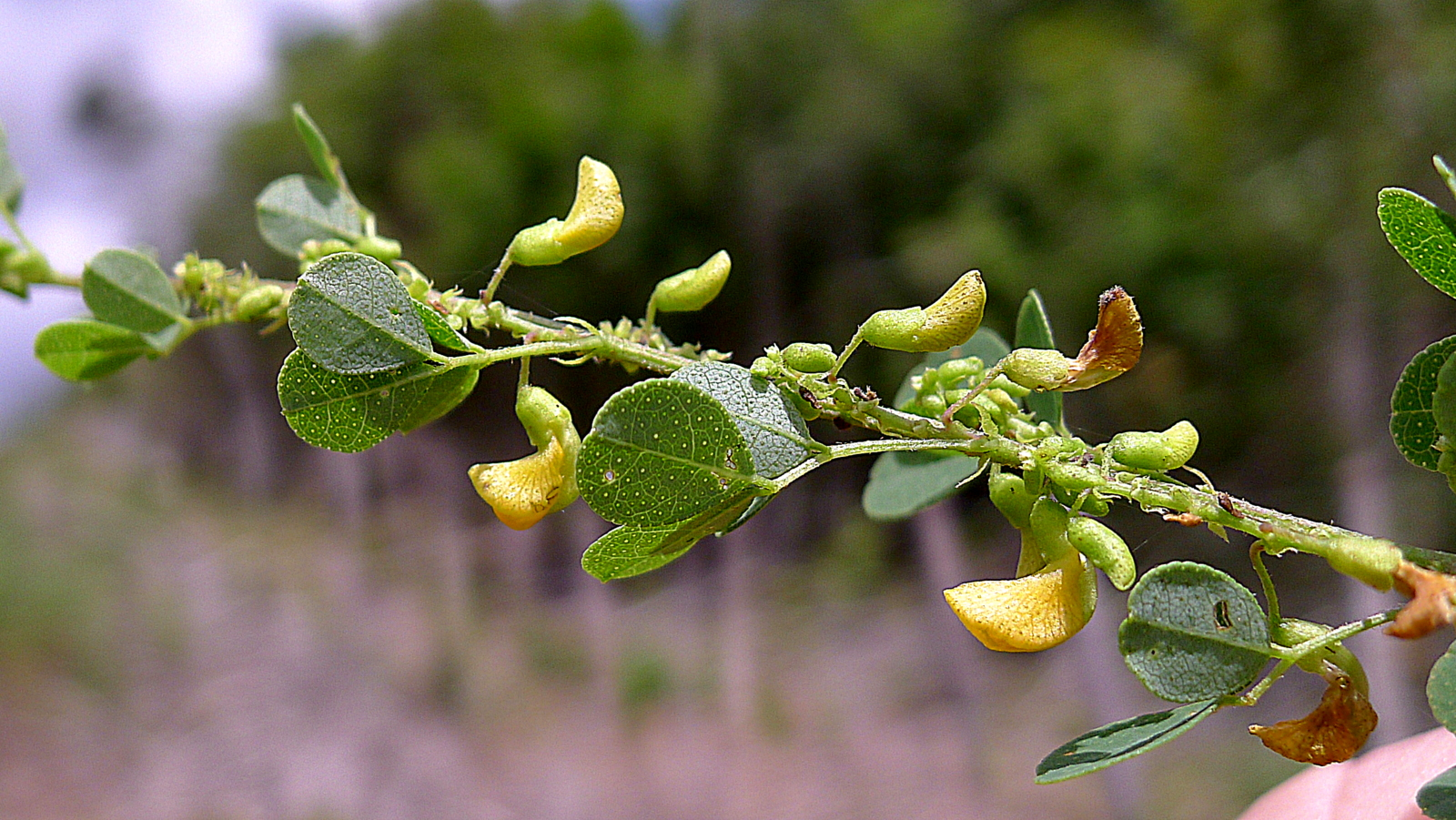
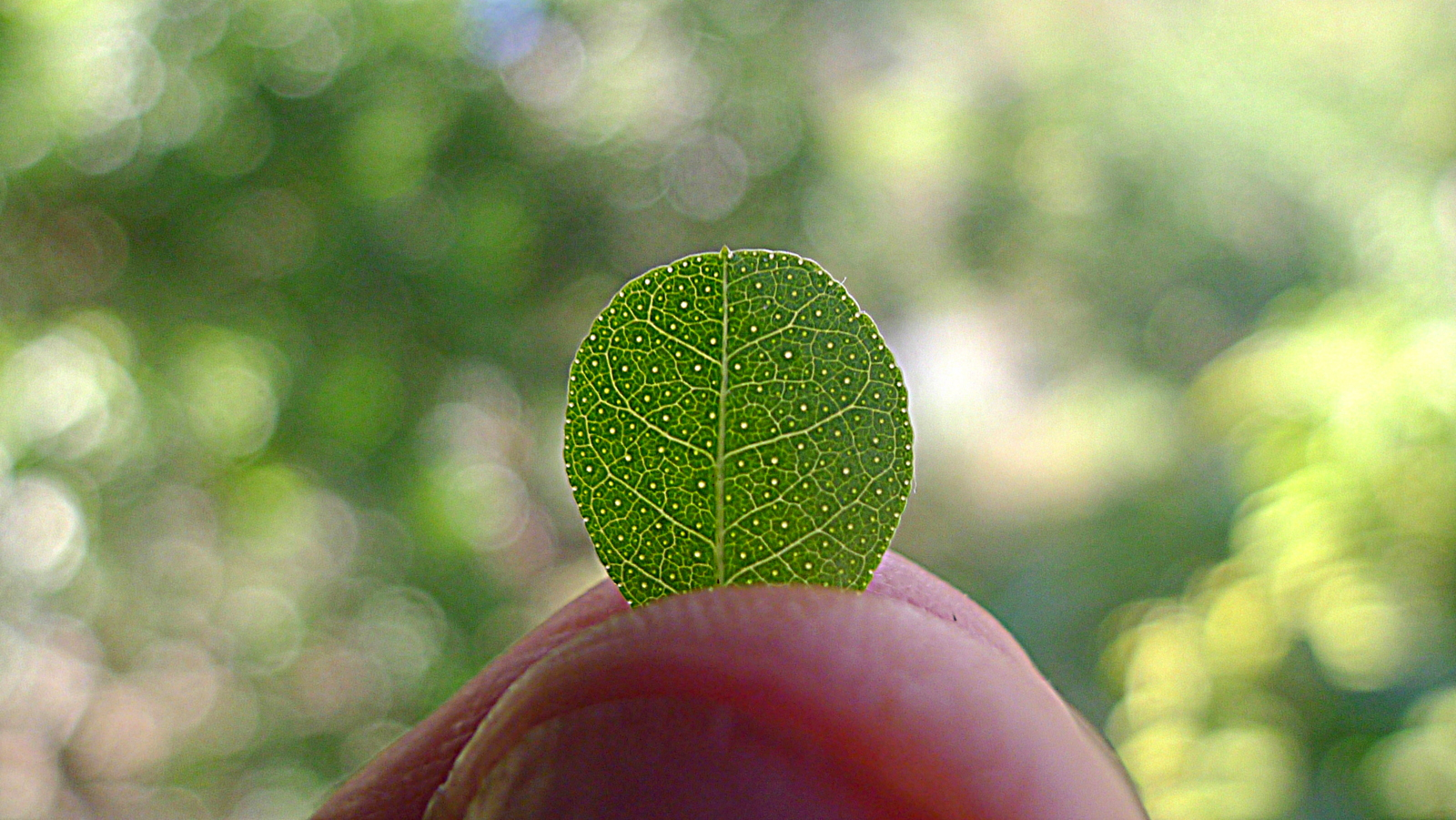